# NGC 4707
NGC 4707 é uma galáxia espiral (Sm) localizada na direcção da constelação de Canes Venatici. Possui uma declinação de +51° 09' 48" e uma ascensão recta de 12 horas, 48 minutos e 23,2 segundos.
A galáxia NGC 4707 foi descoberta em 26 de Abril de 1789 por William Herschel.